# Pennantia cunninghamii
Pennantia cunninghamii — вид цветковых растений рода Пеннантия (лат. Pennantia) семейства Пеннантиевые (лат. Pennantiaceae).

## Ареал и местообитание
Вид растёт в дождевых лесах на востоке Австралии от горы Клайда (англ. Clyde Mountain) рядом с бухтой Batemans Bay на юге Нового Южного Уэльса (35° ю. ш.) до Атертона в тропическом Квинсленде (17° ю. ш.).
Его места обитания — тропические и субтропические дождевые леса, где он растёт на плодородных почвах в основном в прохладных местах около ручьёв. Тем не менее, иногда его можно найти на неплодородных землях, например, в Ватаганском Национальном Парке (англ. Watagans National Park), а также в умеренных дождевых лесах с холодной погодой, таких как Робертсон в Новом Южном Уэльсе (англ. Robertson).

## Ботаническое описание
Среднее и крупное дерево высотой до 30 м и толщиной ствола до 90 см. Ствол шероховатый, изогнутый, крючковатый, прислонённый к земле. Основание ствола ребристое. Цвет коры от коричневого до тёмно-серого.
Листья на зигзагообразно изогнутых тонких ветвях, покрытых мелкими коричневыми бугорками. Листья очерёдные, от эллиптической до яйцевидной формы, длиной 7—15 см с небольшим утолщением на самом кончике. С нижней стороны листа жилки более выпуклые и более изогнутые, чем с верхней.
Мелкие белые цветки собраны в метёлки 5—12 см длиной. Каждый цветок длиной около 3 мм, с 5 лепестками, каждый длиной около 2 мм. Цветение происходит с ноября по январь. Плод — чёрная яйцевидная костянка длиной 13 мм с одним семенем внутри. Плоды зреют с октября по июль. Для облегчения прорастания семян рекомендовано смещать семенную кожуру, так как без этой процедуры семена прорастают с трудом.

## Экология
Плоды растения поедает сероголовая летучая лисица, а также разные птицы: Macropygia amboinensis, Ailuroedus crassirostris, чубатый плодоядный голубь, длиннохвостый пёстрый голубь, чёрно-белый голубь. Личинки моли Cardamyla carinentalis окукливаются в листьях Pennantia cunninghamii.